# Theophil Henry Hildebrandt
Theophil Henry Hildebrandt (* 24. Juli 1888 in Dover, Ohio; † 9. Oktober 1980 in Ann Arbor, Michigan) war ein US-amerikanischer Mathematiker, der sich mit Analysis befasste.
Hildebrandt studierte an der University of Illinois (Bachelor-Abschluss 1905) und an der University of Chicago (Master-Abschluss 1906 und Promotion bei Eliakim Hastings Moore 1910 zum Thema A Contribution to the Foundations of Frechet’s Calcul Fonctionnel). Ab 1909 unterrichtete er an der University of Michigan, wo er 1923 auch eine volle Professur erhielt. Von 1934 bis zu seiner Emeritierung 1957 stand er dort der Mathematikfakultät vor. 
Hildebrandt befasste sich mit Funktionalanalysis, Integrationstheorie und Integralgleichungen. Zu seinen Doktoranden zählen John Wehausen und Ralph Phillips.
1929 erhielt er den Chauvenet-Preis für seine Arbeit The Borel Theorem and Its Generalizations. Er war Fellow der American Association for the Advancement of Science, 1946 Vizepräsident der Mathematical Association of America und 1945/46 Präsident der American Mathematical Society.
In seiner Freizeit spielte er Orgel in der Kirche seiner Gemeinde, nachdem er 1912 an der University of Michigan einen Abschluss im Fach Orgel erhalten hatte. Er war seit 1921 mit Dora E. Ware verheiratet und hatte vier Kinder.

## Schriften
- Introduction to the theory of Integration., Academic Press 1963
- Über vollstetige lineare Transformationen-,  Acta Math., Band 51, 1928, S. 311–318